# 北川根村
北川根村（きたかわねむら）は茨城県西茨城郡にかつて存在した村である。

## 地理
- 旧友部町の南部、現在の笠間市の東部に位置する。
- 村は涸沼川の北岸に位置する。

## 歴史
村名は古くからこの辺一帯が川根呼ばれており、涸沼川の北岸に位置するため北川根村となった。

### 村域の変遷
- 1889年（明治22年）4月1日 - 町村制施行により、住吉村・湯崎村・長兎路村・仁古田村・随分附村・柏井村が合併し西茨城郡北川根村が発足。
- 1955年（昭和30年）1月15日 - 大原村・宍戸町と合併し友部町が発足。同日北川根村廃止。

変遷表
| 1868年 以前 | 1868年 以前 | 明治22年 4月1日 | 昭和30年 1月15日 | 平成18年 3月19日 | 現在   |
| ----------- | ----------- | --------------- | ---------------- | ---------------- | ------ |
|             | 住吉村      | 北川根村        | 友部町           | 笠間市           | 笠間市 |
|             | 湯崎村      | 北川根村        | 友部町           | 笠間市           | 笠間市 |
|             | 長兎路村    | 北川根村        | 友部町           | 笠間市           | 笠間市 |
|             | 仁古田村    | 北川根村        | 友部町           | 笠間市           | 笠間市 |
|             | 随分附村    | 北川根村        | 友部町           | 笠間市           | 笠間市 |
|             | 柏井村      | 北川根村        | 友部町           | 笠間市           | 笠間市 |

## 大字
- 住吉（すみよし）
- 湯崎（ゆざき）
- 長兎路（ながとろ）
- 仁古田（にこだ）
- 随分附（なむさんづけ）
- 柏井（かしわい）

## 人口・世帯

### 人口
総数 [単位： 人]
| 1891年（明治24年） | 1,710 |
| 1920年（大正 9年） | 2,174 |
| 1935年（昭和10年） | 2,378 |
| 1950年（昭和25年） | 3,127 |

### 世帯
総数 [単位： 世帯]
| 1920年（大正 9年） | 411 |
| 1935年（昭和10年） | 409 |
| 1950年（昭和25年） | 537 |